# シャルル・エミール・レイノー

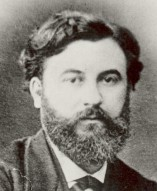
エミール・レイノー

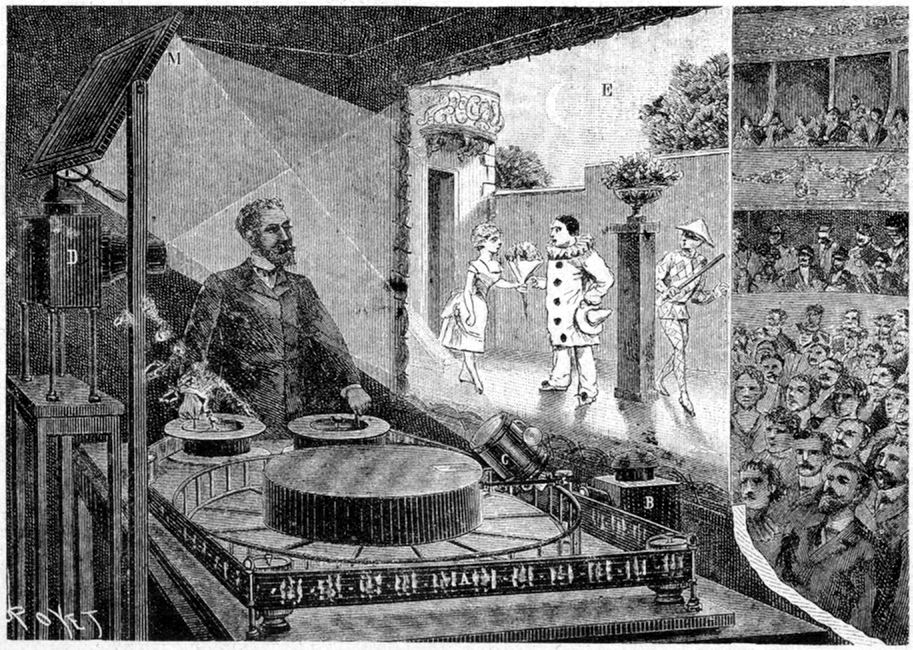
1892年のレイノーによるテアトル・オプティーク初上映（ルイ・ポイエ画）

シャルル・エミール・レイノー（Charles-Émile Reynaud 、1844年12月8日 - 1918年1月9日）は、フランスの理科教師であり発明家。テアトル・オプティークを用いた世界初の動画上映により、レイノーはアニメーション映画の先駆者であったと考えられている。
レイノーは1877年にプラキシノスコープを発明し、1888年にはプラキシノスコープの像をスクリーンに上映する装置テアトル・オプティークを発明した。そして1892年10月28日にパリのグレヴァン蝋人形館で、テアトル・オプティークを用いた世界最初のアニメーション作品『哀れなピエロ』（原題：Pauvre Pierrot）を上映した。この作品では世界で初めてフィルム・パーフォレーションが用いられていた。

## 作品
- 『一杯のビール』（原題：Un bon bock、1892年）
- 『哀れなピエロ』（原題：Pauvre Pierrot、1892年）
- 『道化師と犬』（原題：Le clown et ses chiens 、1892年）
- 『炉縁の夢』（原題：Rêve au coin du feu、1894年）
- 『脱衣所のまわりで』（原題：Autour d'une cabine、1894年）

## 記憶遺産
『哀れなピエロ』（Pauvre Pierrot）と『脱衣所のまわりで』（Autour d'une cabine）が、2015年にユネスコ記憶遺産に登録された。